# Ь2012
«Ь2012» (обозначение нанесено по системе 1912 года — Ь.2012; заводской номер — 1994) — российский маневровый танк-паровоз типа 0-3-0, выпущенный Коломенским заводом в 1897 году; относится к заводскому типу 62. В 1984 году был установлен памятником в депо Рославль; в 2017 году — восстановлен до рабочего состояния.
Ь2012 является старейшим паровозом широкой (1524 мм) колеи на территории России, а также самым старым в стране действующим локомотивом; ранее самым старым действующим паровозом в России был ОВ324 постройки 1905 года.

## История

### Царский и советский периоды

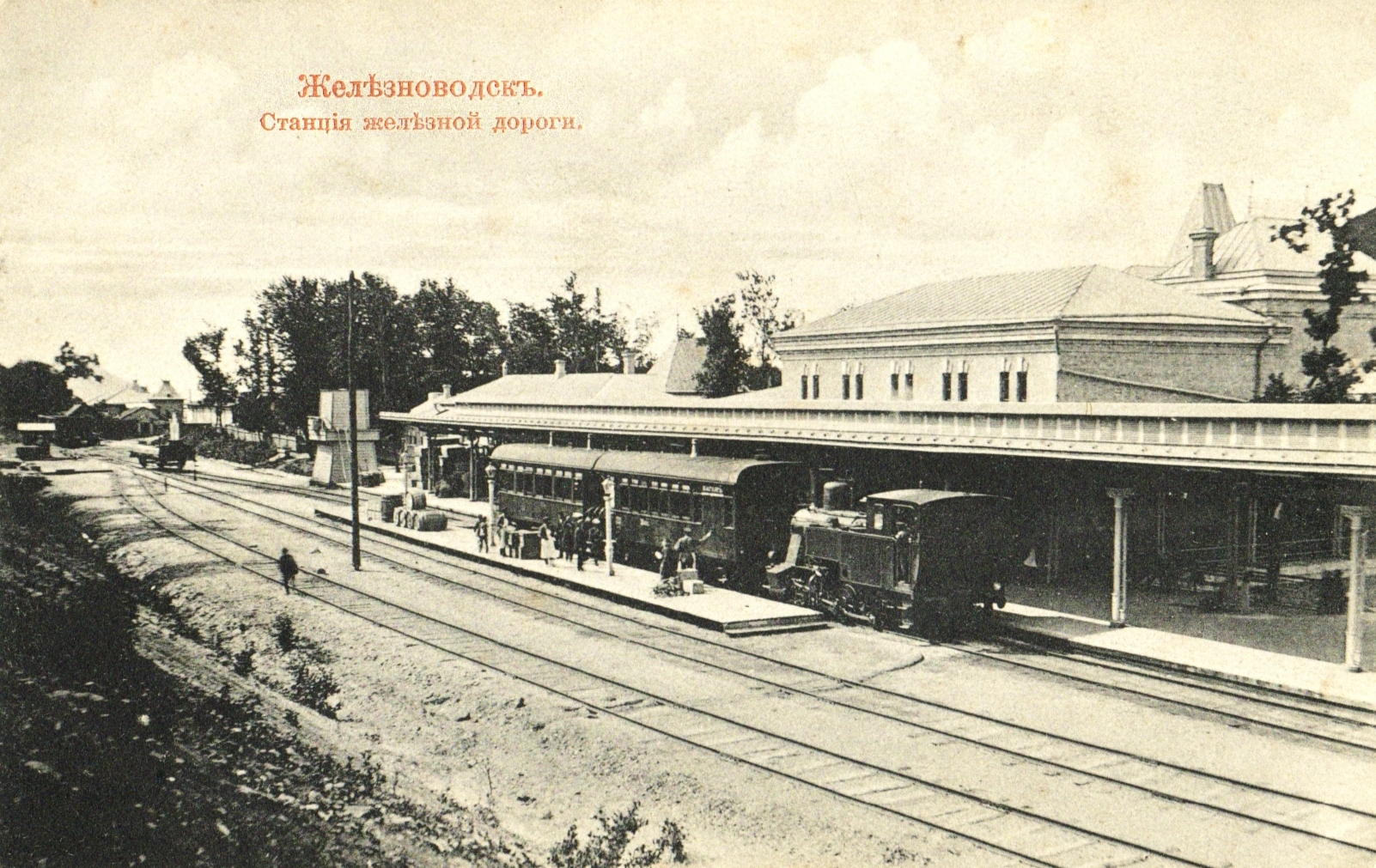
Паровоз заводского типа 62 на станции Железноводск (1900-е годы)

Паровоз с заводским номером 1994 был выпущен в 1897 году, став вторым в партии из 24 паровозов типа 62 для Владикавказской железной дороги; он был рассчитан на отопление нефтью и имел удлинённые водяные баки. На дороге этот паровоз получил серию Т (по другим данным — Тк) и номер 1012: в 1900 году номер сменился уже на 2012 с сохранением серии. Использовался он для тяги небольших поездов и на маневровой работе. В 1912 году серия сменилась на Ьк, однако на самом паровозе нижний индекс не указывался.
С 1945 года № 2012 работал уже на станции Рославль. В процессе эксплуатации его перевели с нефтяного на угольное отопление, при этом установив в топке колосниковую решётку, а вместо дымогарных труб диаметром 46 мм были поставлены новые стандартного диаметра 51 мм. В 1968 году паровоз был «потушен». Согласно сохранившимся фотографиям, в начале 1980-х Ь2012 стоял ещё на тракционных путях депо, при этом было замечено, что его дымовая труба заменена на новую, сваренную из стального листа. В 1984 году (по другим данным — в 1985) он был установлен на территории станции как памятник.

### Восстановление паровоза

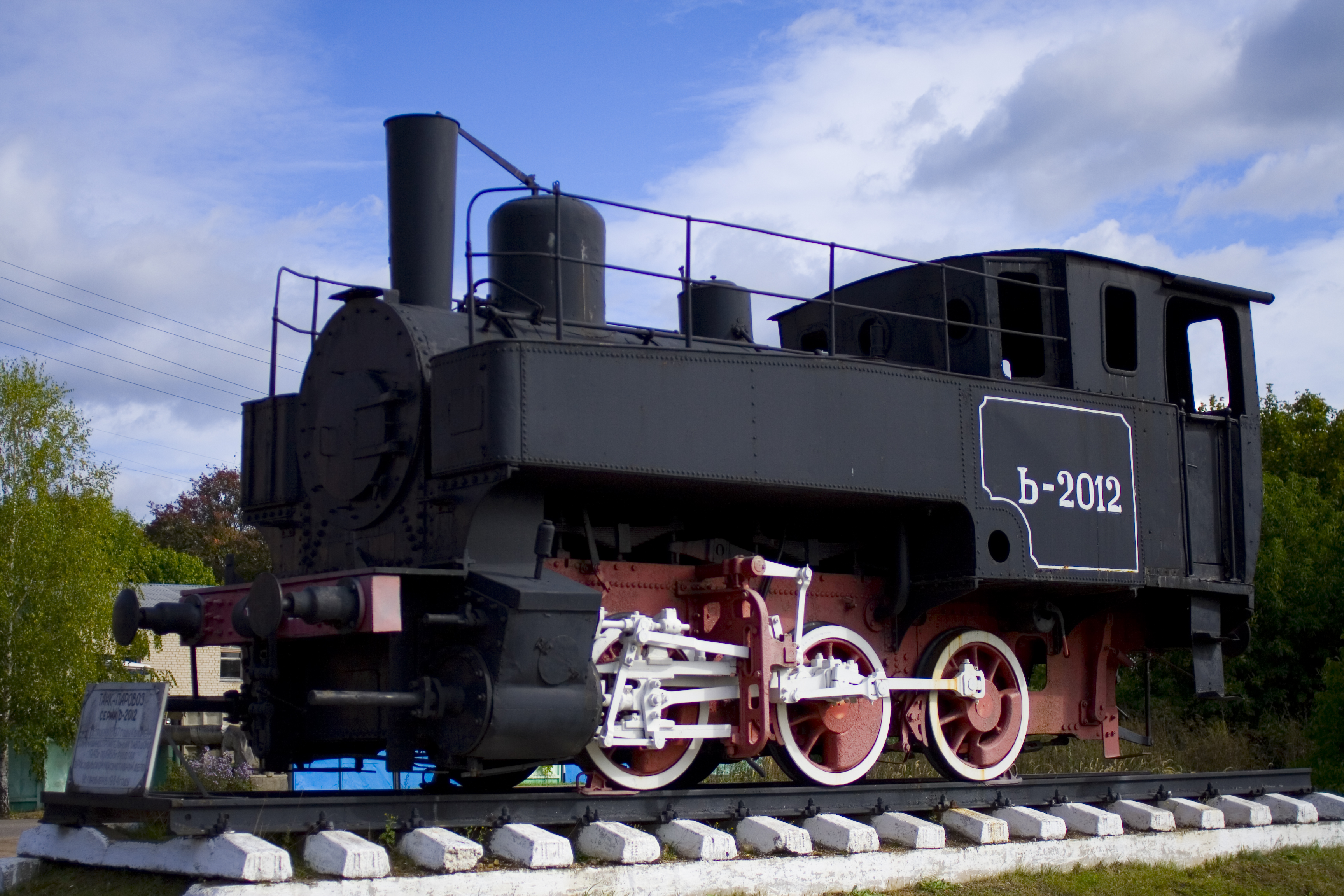
Ь-2012 в 2009 году

В 2017 году компания «Российские железные дороги» планировала отмечать 180-летие открытия первой на территории России общественной железной дороги. В рамках подготовки к юбилею было решено восстановить до рабочего состояния старейший в стране паровоз широкой колеи, которым оказался установленный в Рославле Ь2012, построенный в 1897 году. По указанию руководства РЖД, в начале 2016 года Ь2012 сняли с постамента и на платформе доставили сперва в Москву в депо Подмосковная, а в марте — в Санкт-Петербург для восстановления до рабочего состояния; при транспортировке была снята верхняя часть будки машиниста, которая крепилась на болтах.
Восстановительными работами руководил Алексей Грук. Пока паровоз стоял, как памятник, он полностью лишился находящейся в будке арматуры; по некоторым данным, её использовали для доведения до музейного вида паровоза ОВ841 (экспонат музея Московской железной дороги). Отсутствовали родные инжекторы Фридмена и оригинальный смазочный аппарат, которые были заменены аналогами, применявшимися на паровозах серии ОВ. Требовался и крупный ремонт котла, который в связи с этим был временно отделён. В дальнейшем в котле были заменены все трубы и связи, практически полностью заменена дымовая коробка, в том числе отлита новая дымовая труба и поставлен новый передний лист цилиндрической части; в топке медную огневую коробку заменили стальной с вварными железными связями. Были заново изготовлены буферные брусья, опоры котла и его арматура, включая предохранительный клапан и свисток.
Водные баки сохранились в хорошем состоянии; угольные ящики в верхней части имели широкие люки для загрузки, но по указанию Грука вместо люков было применено деревянное ограждение, так как оно придавало паровозу более архаичный вид. В хорошем состоянии сохранились движущий и парораспределительный механизмы, а у движущих колёс бандажи имели почти полную толщину. Из-за стремления сохранить исторический внешний вид, на локомотиве оказалось некуда спрятать парогенератор и электрические провода, в связи с чем пришлось отказаться от электрического освещения; керосиновый прожектор американского типа был изготовлен по заказу специалистом в Троицке, а буферные фонари найдены в запасниках мастерской.
По предложению Грука, Вульфова и других специалистов, паровоз был окрашен в зелёный цвет и на него нанесены надписи принадлежности к Московско-Виндаво-Рыбинской железной дороге (М.В.Р.) и изготовлены новые таблички; надписи и таблички выполнены по фотографиям в стиле 1912 года.
В августе 2017 года автотранспортом восстановленный Ь2012 был доставлен обратно в депо Подмосковная, а в сентябре того же года открыл парад поездов на выставке Экспо 1520.